# Mędzisko
 Mędzisko – osada leśna w Polsce położona w województwie wielkopolskim, w powiecie szamotulskim, w gminie Obrzycko.